# Patinatge artístic als Jocs Olímpics d'hivern de 1984 - Individual masculí
Als Jocs Olímpics d'Hivern de 1984 celebrats a la ciutat de Sarajevo (Iugoslàvia) es disputà una prova de patinatge artístic sobre gel en categoria masculina que formà part del programa oficial dels Jocs.
El programa obligatori es realitzà el dia 13 i programa lliure el 16 de febrer de 1984 a l'Olympic Hall Zetra.

## Comitès participants
Hi participaren un total de 23 patindors de 15 comitès nacionals diferents.
| - Austràlia (1) - Canadà (3) - Corea del Sud (1) - Estats Units (3) - França (2) - Iugoslàvia (1) - Japó (1) - Polònia (1) |  | - Regne Unit (1) - RDA (1) - RFA (3) - Suècia (1) - Txecoslovàquia (1) - Unió Soviètica (2) - R.P. de la Xina (1) |

## Resum de medalles
| Or             | Argent      | Bronze         |
| Scott Hamilton | Brian Orser | Jozef Sabovcik |

## Resultats
| Posició | Nom                    | CON             | F  | PC | PL | Pts. |
| ------- | ---------------------- | --------------- | -- | -- | -- | ---- |
| 1       | Scott Hamilton         | Estats Units    | 1  | 2  | 2  | 3.4  |
| 2       | Brian Orser            | Canadà          | 7  | 1  | 1  | 5.6  |
| 3       | Jozef Sabovcik         | Txecoslovàquia  | 4  | 5  | 3  | 7.4  |
| 4       | Rudi Cerne             | RFA             | 3  | 6  | 4  | 8.2  |
| 5       | Brian Boitano          | Estats Units    | 8  | 3  | 5  | 11.0 |
| 6       | Jean-Christophe Simond | França          | 2  | 4  | 9  | 11.8 |
| 7       | Alexander Fadeev       | Unió Soviètica  | 5  | 8  | 7  | 13.2 |
| 8       | Vladimir Kotin         | Unió Soviètica  | 11 | 9  | 6  | 16.2 |
| 9       | Norbert Schramm        | RFA             | 9  | 7  | 8  | 16.2 |
| 10      | Heiko Fischer          | RFA             | 6  | 10 | 12 | 19.6 |
| 11      | Gary Beacom            | Canadà          | 10 | 11 | 11 | 21.4 |
| 12      | Grzegorz Filipowski    | Polònia         | 12 | 12 | 15 | 27.0 |
| 13      | Mark Cockerell         | Estats Units    | 18 | 17 | 10 | 27.6 |
| 14      | Masaru Ogawa           | Japó            | 16 | 14 | 14 | 29.2 |
| 15      | Laurent Depouilly      | RFA             | 14 | 13 | 16 | 29.6 |
| 16      | Falko Kirsten          | RDA             | 15 | 21 | 13 | 30.4 |
| 17      | Lars Åkesson           | Suècia          | 13 | 15 | 18 | 31.8 |
| 18      | Zhaoxiao Xu            | R.P. de la Xina | 22 | 18 | 17 | 37.4 |
| 19      | Cameron Medhurst       | Austràlia       | 19 | 16 | 20 | 37.8 |
| 20      | Jaime Eggleton         | Canadà          | 20 | 19 | 19 | 38.6 |
| 21      | Miljan Begovic         | Iugoslàvia      | 17 | 22 | 21 | 40.0 |
| 22      | Paul Robinson          | Regne Unit      | 21 | 20 | 22 | 42.6 |
| 23      | Jae-Hyung Cho          | Corea del Sud   | 23 | 23 | 23 | 46.0 |